# Pekat (Sumbawa)
Pekat is een bestuurslaag in het regentschap Sumbawa van de provincie West-Nusa Tenggara, Indonesië. Pekat telt 5221 inwoners (volkstelling 2010).